# I wonder...
『I wonder...』（アイ ワンダー）は、日本の音楽グループDA PUMPの10枚目のシングルである。2000年2月9日発売。発売元はavex tune。

## 概要
- 前作から4ヶ月ぶりとなるシングル。
- 3枚目のシングル「Stay Together」以来となるバラードナンバー。
- PVは栃木県宇都宮市の大谷資料館で撮影が行われた。
- カップリングの「Let's get back your Love」は、別れた人への思いを続ける主人公の気持ちを歌った楽曲。
- 「Destinies」は、大人の雰囲気を醸し出すクールな楽曲。
- 2000年2月11日FUNに出演。
- 2000年2月14日HEY!HEY!HEY! MUSIC CHAMPに出演。
- 2000年2月19日ポップジャムに出演。
- 2000年2月20日ミュージックフェアに出演。
- 2000年4月3日HEY!HEY!HEY! MUSIC CHAMPに出演。

## 収録曲
1. I wonder...(4:40)
作詞：m.c.A・T、作曲・編曲：富樫明生
2. Let's get back your Love(4:13)
作詞：m.c.A・T、作曲・編曲：富樫明生
3. Destinies(3:55)
作詞：m.c.A・T、作曲・編曲：富樫明生
4. I wonder... (original karaoke)(4:40)
5. Let's get back your Love (original karaoke)(4:13)
6. Destinies (original karaoke)(3:55)

## 収録アルバム

### I wonder...
- オリジナル『BEAT BALL』（2000年7月19日）
- ベスト『Da Best of Da Pump』（2001年2月28日）
- ベスト『THANX!!!!!!! Neo Best of DA PUMP』（2018年12月12日）

### Let's get back your Love
- オリジナル『BEAT BALL』（2000年7月19日）
※album version

## タイアップ
- I wonder...：デサント「アスレチックウェア」CMソング
- Let's get back your Love：LAWSON PRESENTS DA PUMP LIVE 2000 キャンペーンソング
- Destinies：ホーユー「Beauteen」CMソング